# Gerson Goldhaber
Gerson Goldhaber (Chemnitz, 20 februari 1924 – Berkeley (Californië), 19 juli 2010) was een Amerikaans fysicus en astrofysicus. Hij trouwde in 1947 met deeltjesfysicus Sulamith Goldhaber.
Goldhaber was een van de ontdekkers van het J/ψ-meson, waardoor het bestaan van charm-quarks aangetoond werd. Hij werkte aan het Lawrence Berkeley National Laboratory mee aan het Supernova Cosmology Project en was hoogleraar natuurkunde aan de University of California - Berkeley en aan de Graduate School in Astrophysics van die instelling.

## Onderscheidingen
- Fellow van de American Physical Society
- 1991 - Panofsky Prize van de American Physical Society
- 1982 - Verkozen tot buitenlands lid van de Zweedse Koninklijke Academie
- 1977 - Wetenschapper van het jaar van Californië
- 1976-77 - "Morris Loeb Lecturer" voor natuurkunde, Harvard-universiteit
- 1977 - Verkozen tot lid van de National Academy of Sciences van de Verenigde Staten.
- 1972-73 - "Guggenheim Fellow" bij het CERN